# Länsväg 277

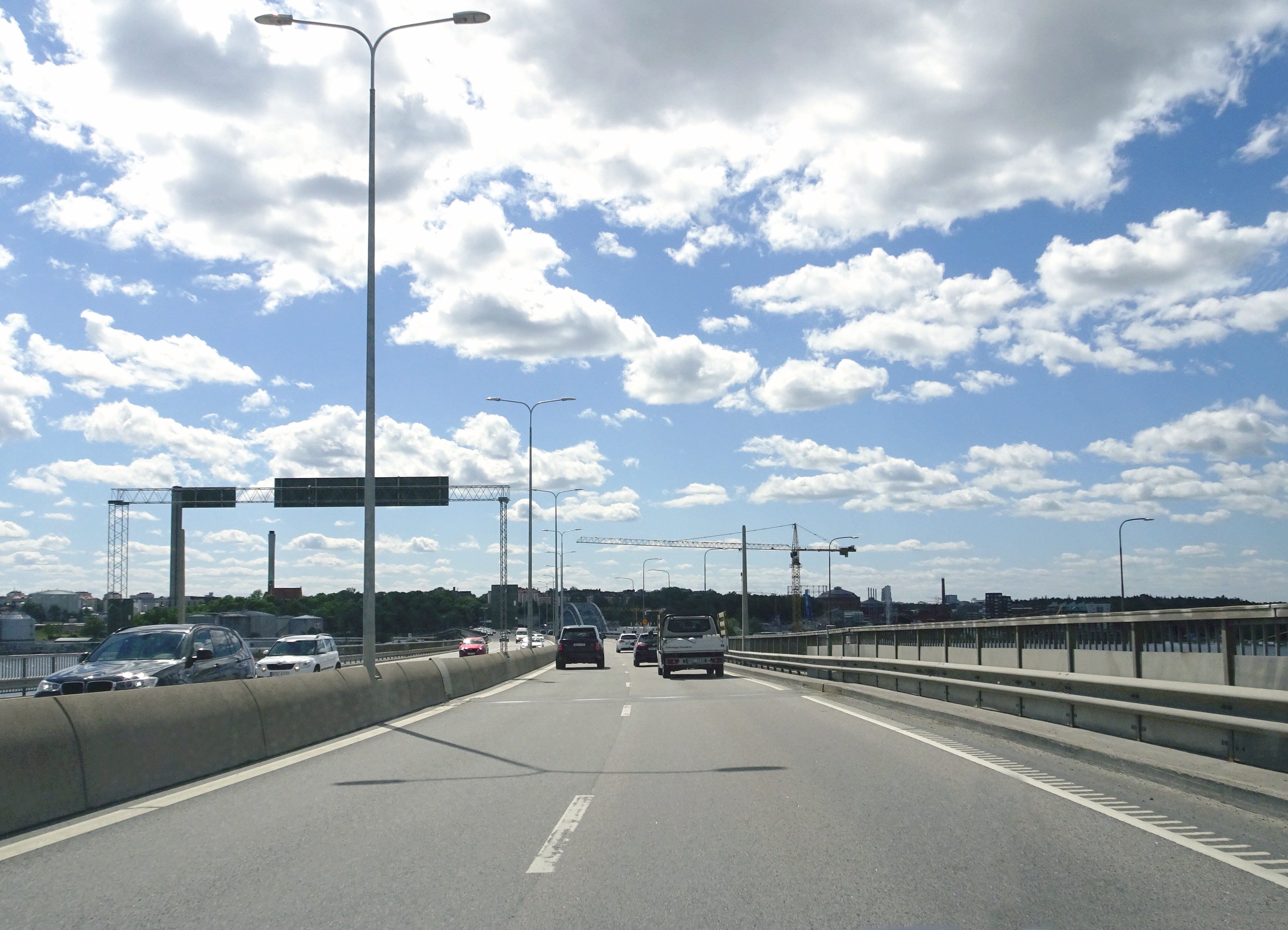
Länsväg 277 på Lidingöbron riktning mot Stockholm, 2021.

Länsväg 277 börjar vid Norrtull i Stockholm, passerar Norra länken och slutar vid Gåshaga i Lidingö kommun.

## Beskrivning

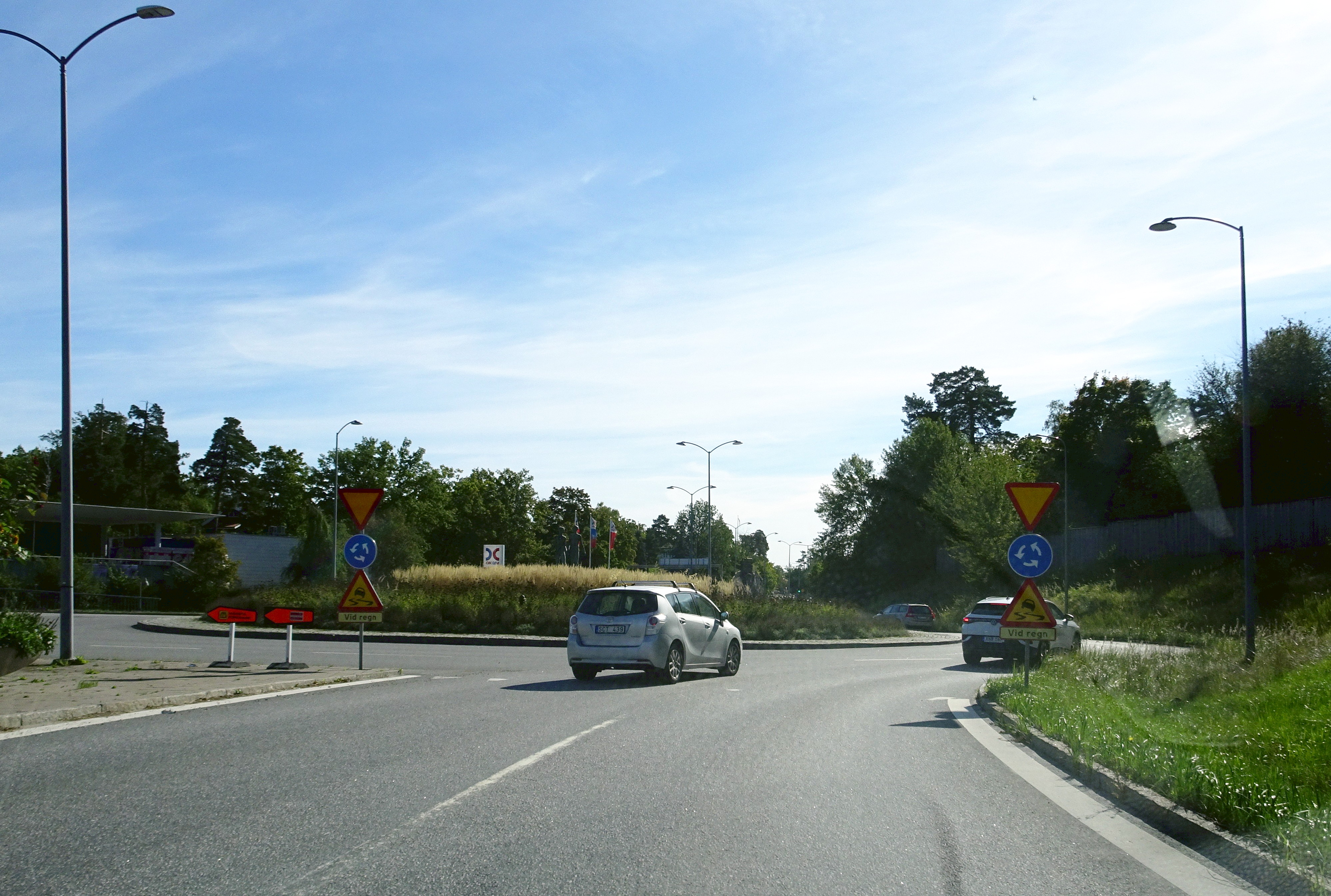
Södra Kungsvägen, cirkulationsplatsen vid Lejonvägen.

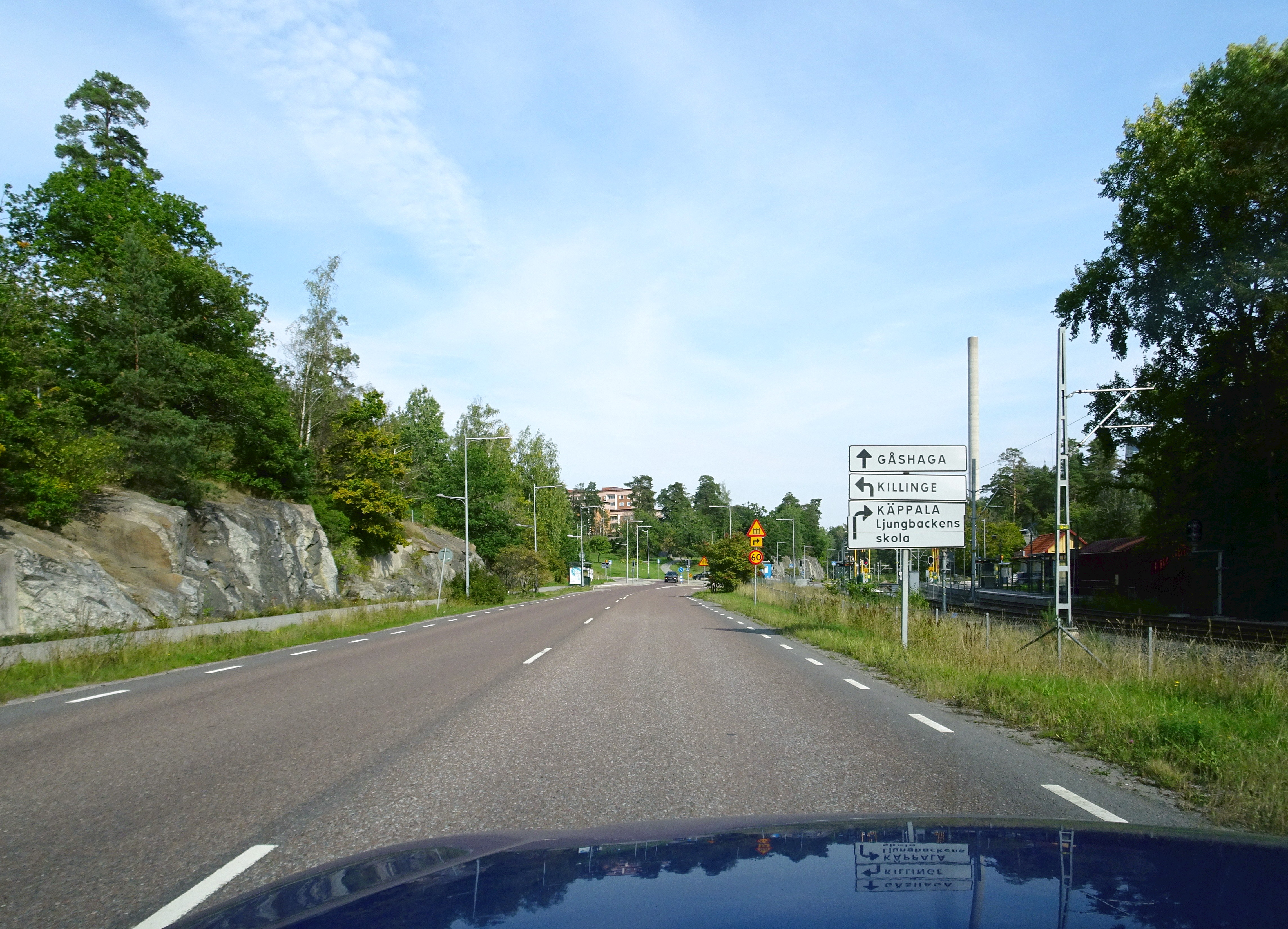
Gåshagaleden sydväst om Käppala.

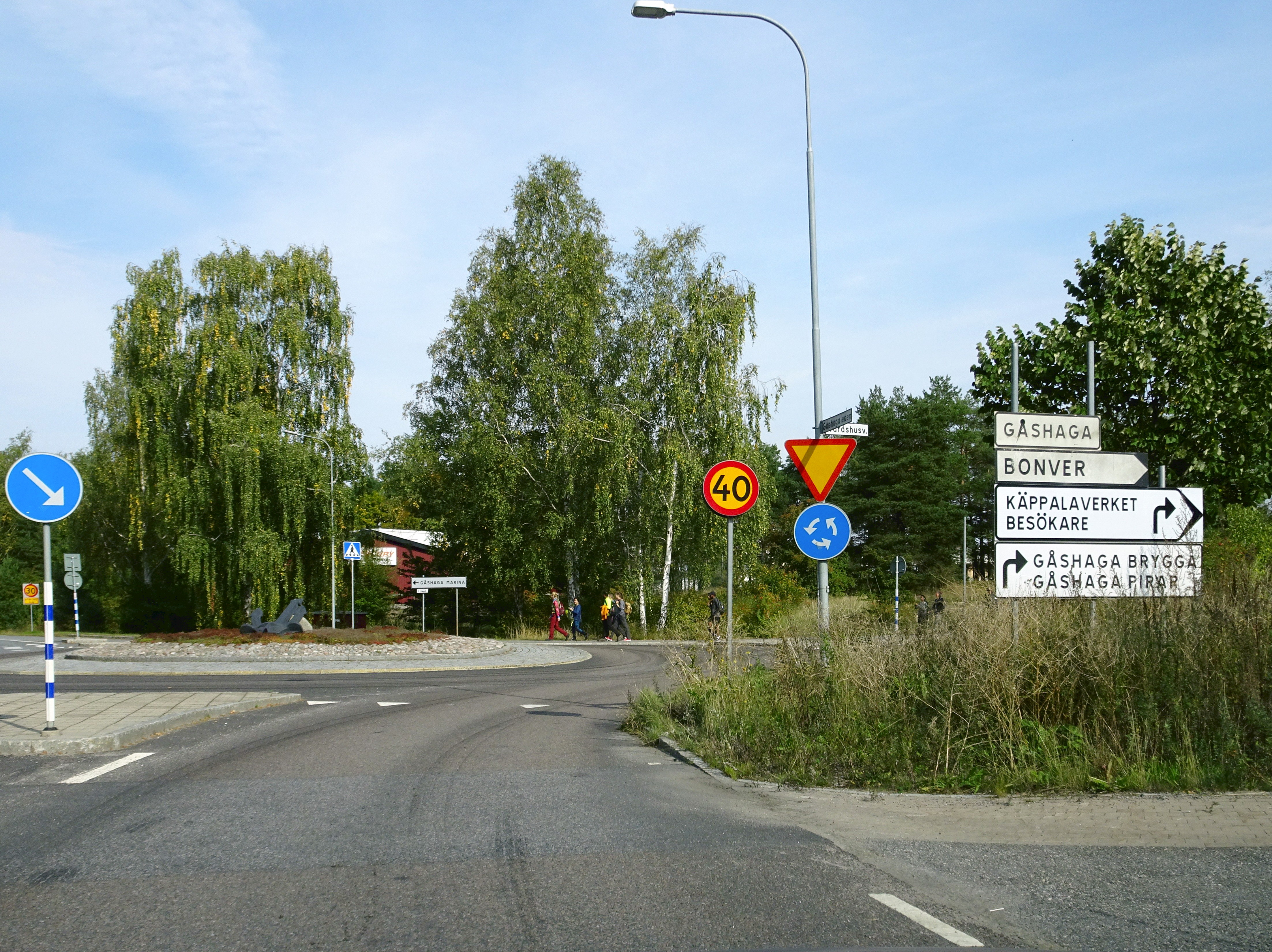
Gåshagaleden i Gåshaga.

Vägen delar sträckning med E20 genom Norra länken från trafikplats Norrtull till trafikplats Värtan. Där fortsätter E20 till Frihamnen, varifrån färjor till Tallinn och Finland går.
Länsväg 277 passerar över Lidingöbron, och går på bron och vidare på Lidingön i stort sett parallellt med Lidingöbanan. Efter Lidingöbron heter vägen Södra Kungsvägen fram till Högberga och därefter Gåshagaleden fram till Gåshaga. Den är först motorväg för att sedan bli fyrfilig med mitträcke med en trafikplats vid korsningen Stockholmsvägen, sedan vanlig landsväg med korsningar och cirkulationsplatser i plan med eller utan trafikljus.

## Historia
Innan Norra länken öppnades gick länsvägen gemensam med E20 Till Tegeluddsvägen. Via Valhallavägen från Roslagstull till Stadion, därefter på Lidingövägen. Sedan Lidingöbron.

## Planer
För sträckan Aga-Högberga fanns det planer på att bygga en ny sträckning för att underlätta för trafiken som idag blir stående i köer på grund av korsningen med Lidingöbanan vid Skärsätra och en väg som slingrar sig fram genom villaområden. Kommunstyrelsen har föreslagit en tunnel, men efter kommunalvalet 2010 har planerna skrinlagts.
Det har funnits förslag på en tunnel till Nacka. Ett av alternativen för Österleden är en sådan, men det är inte huvudalternativet.

## Trafikplatser
|                                                         | Nr | Namn                 | Skyltning               |
| ------------------------------------------------------- | -- | -------------------- | ----------------------- |
| Motorväg Norrtull-Trafikplats Värtan(Går gemensam med ) |    |                      |                         |
|                                                         |    | Norra Länken         | 3,6 km                  |
|                                                         |    | Trafikplats Norrtull | Norrtull                |
|                                                         |    | Trafikplats Frescati | Norrtälje               |
|                                                         |    | Trafikplats Värtan   | Hjorthagen              |
|                                                         |    | Trafikplats Värtan   | Frihamnen Tallinn       |
| Landsväg Från Trafikplats Värtan                        |    |                      |                         |
|                                                         |    | Trafikplats Ropsten  | Värtahamnen             |
|                                                         |    | Nya Lidingöbron      | 997 m                   |
|                                                         |    | Trafikplats Torsvik  | Elfvik, Bosön           |
|                                                         |    | Trafikplats Herserud | Lidingö centrum, Hersby |
|                                                         |    |                      | Centrum                 |
|                                                         |    |                      | Gångsätra, Larsberg     |
|                                                         |    |                      | Lidingöbanan            |
|                                                         |    |                      | Lidingöbanan            |
|                                                         |    |                      | Killinge, Käppala       |